# Cubohemioctaedru

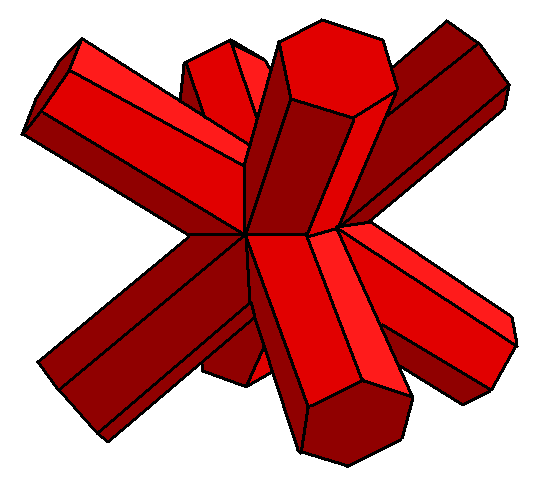
Dual: Hexahemioctacron

În geometrie cubohemioctaedrul este un poliedru uniform neconvex, cu indicele U15. Are 10 fețe (6 pătrate și 4 hexagoane), 24 de laturi și 12 vârfuri. Ca poliedru cu 10 fețe, este un decaedru.
Este reprezentat prin diagrama Coxeter–Dynkin . Figura vârfului este un patrulater autointersectat. Un poliedru neconvex are fețe care se intersectează care nu reprezintă muchii sau fețe noi. Doar cele marcate cu sfere aurii sunt vârfuri, iar cele cu linii argintii sunt laturi. Este unul dintre cele nouă hemipoliedre, cu 4 fețe hexagonale care trec prin centrul poliedrului. Hexagoanele se intersectează și astfel sunt vizibile doar porțiuni triunghiulare ale fiecăruia.
Are simbolul Wythoff  4/3 4 | 3, deși aceasta este o acoperire dublă a acestei figuri.

## Mărimi asociate

### Coordonate carteziene
Având același aranjament al vârfurilor cu cuboctaedrul, coordonatele carteziene ale vârfurilor sunt toate permutările pare ale
{\displaystyle \left(\,\pm {\frac {\sqrt {2}}{2}},\,\pm {\frac {\sqrt {2}}{2}},0\,\right)}

### Volum
Următoarea formulă pentru volum V este stabilită pentru lungimea laturilor tuturor poligoanelor (care sunt regulate) a:
{\displaystyle V={\sqrt {2}}\,a^{3}\approx 1,414214~a^{3}.}

## Poliedre înrudite
Are în comun aranjamentul vârfurilor și aranjamentul laturilor cu cuboctaedrul (având fețele pătrate în comun) și cu octahemioctaedrul (având fețele hexagonale în comun).
| Cuboctaedru | Cubohemioctaedru | Octahemioctaedru |

### Poliedru dual

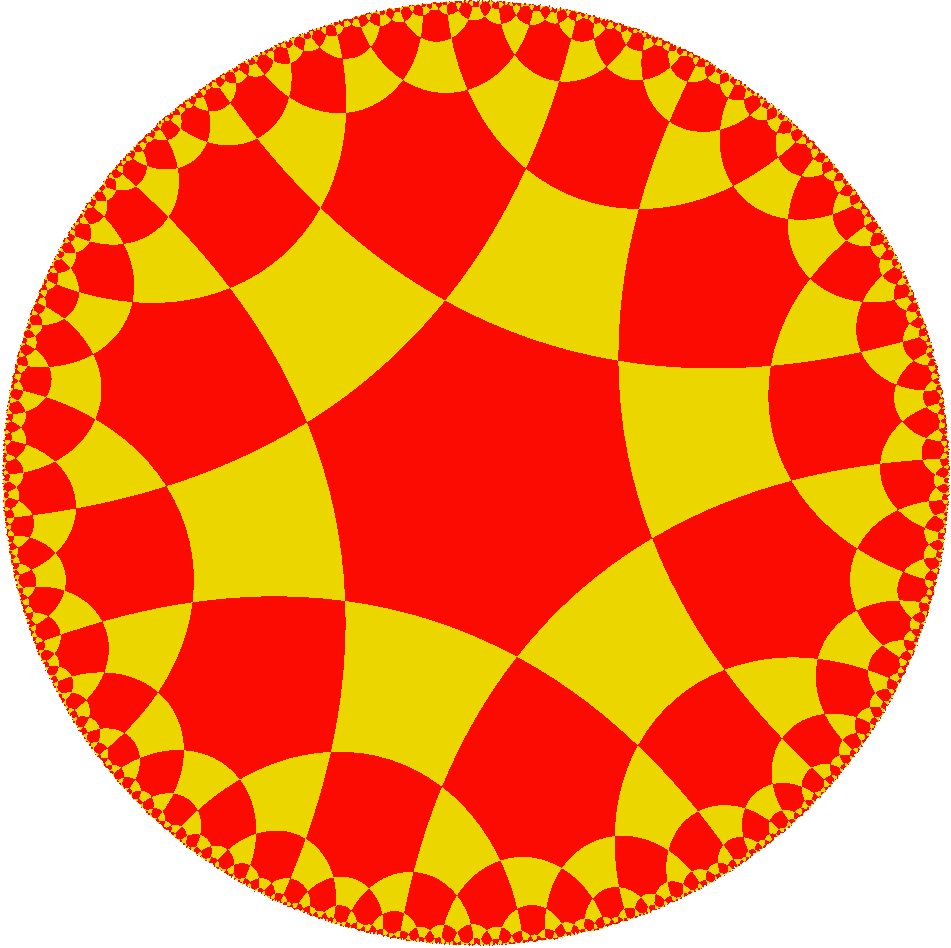
Pavare tetrahexagonală

Dualul său este hexahemioctacronul.

### Pavare tetrahexagonală
Cubohemioctaedrul poate fi văzut desfășurat în pavarea tetrahexagonală hiperbolică cu figura vârfului 4.6.4.6.